# Erik Krantz
Erik Krantz, född 29 september 1995, är en svensk fotbollsspelare (målvakt) som spelar för Torslanda IK.

## Karriär
Innan han kom till Gais spelade Krantz i Hässleholms IF i division 2. Eftersom hans flickvän skulle studera i Göteborg och paret därför skulle flytta erbjöd han sina tjänster till Qviding FIF, som inte hade någon plats, och han hörde därefter av sig till huvudtränaren i Gais, Fredrik Holmberg. Efter några veckors provspel med Gais värvades han till klubben. Under säsongen 2022 agerade Krantz främst som andramålvakt bakom Gais förstaval Mergim Krasniqi, men han fick chansen att spela säsongens sista match, där han höll nollan i en 4–0-seger mot IFK Malmö. I samband med Gais uppflyttning till Superettan 2023 förlängde Krantz sitt kontrakt över säsongen 2023. I december 2023 förlängde han sitt kontrakt i Gais med ytterligare två år. Gais värvade emellertid även nyzeeländska talangen Kees Sims inför säsongen, vilket gjorde att Krantz blev klubbens tredjeval som målvakt i Allsvenskan 2024, efter Krasniqi och Sims men före utlånade Erik Westgärds.
Krantz fick likväl göra allsvensk debut under 2024, då han i en match mot IFK Norrköping den 3 augusti 2024 blev inbytt i den 74:e minuten efter en skada på Mergim Krasniqi; Kees Sims hade just återvänt till Sverige efter att ha medverkat i OS i Paris och stod därför över matchen. Den 26 augusti 2024 gjorde Krantz sin första allsvenska start mot Hammarby IF då Krasniqi var avstängd. Krantz höll nollan och matchen slutade 0–0. Han startade även i höstderbyt mot IFK Göteborg, som Gais förlorade med 2–0.
Efter säsongen 2024 meddelade Krantz att han skulle lämna Gais A-trupp för att satsa på sin civila karriär som financial controller på Ikea. Han fortsatte dock ha en roll i klubben som målvaktstränare för de äldre akademilagen. I april 2025 meddelades att han skrivit på för Torslanda IK i Ettan Södra, där han fortsätter spelarkarriären på en nivå som går att kombinera med heltidsarbete.